# Oluf Hunger
Oluf Hunger (ca. 1050 – 18. august 1095) var konge af Danmark 1086-1095.

## Baggrund
Oluf var den tredje af Svend Estridsens fem sønner, der opnåede at blive dansk konge. Han var gift med dronning Ingegerd, datter af den norske konge, Harald Hårderåde. Efter Olufs død giftede hun sig med kong Filip af Västergötland.
Olufs bror, Knud den Hellige, blev dræbt i Albani Kirke 10. juli 1086. Oluf blev herefter valgt til konge på Viborg Ting, selv om han på det tidspunkt opholdt sig i Flandern som fange hos grev Robert. Det lykkedes imidlertid at få ham byttet med den yngre bror, Niels, så Oluf kunne vende hjem til Danmark.

## Konge
I disse år satte misvækst ind i Nordeuropa, og høsten svigtede flere år i træk. Deraf kommer Olufs tilnavn "Hunger". Samtidig berettedes der om jærtegn og undere, der var sket ved Knuds grav i Odense, og man var ikke sen til at forbinde misvæksten med den guddommelige vrede over drabet på Knud. Krønikeskrivere med Saxo i spidsen holdt sig heller ikke tilbage med at skildre ulykkerne i de sortest mulige farver. Der var en kirkelig, men dog især en klar politisk interesse i at få gjort Knud til helgen til styrkelse af kongemagten.

I Grundtvigs oversættelse skrev Saxo: 
| Citat | ...nu fik man svedne Agre, i Vaar og Skærsommer, af Hede og Tørke, saa der blev hartad [næsten] hverken Aks eller Straa(...), og naar saa Høsten kom, fik man øsende Regn og styrtende Vande. Ja, al den Væde, man sukkede efter forgæves ved Midsommertide, den fik man, og mere, naar man helst havde sit på det tørre ved Bartholemai [Bartholomæusmesse, 24. august]; thi da blev det ved uophørlig at regne, saa Agrene svømmede(...) Det er Uaar, når der pløjes i Støv og mejes i Dynd; men her saa man Bønder med Seglen sanke de enkelte Aks, som pippede op over Vandet, i svømmende Trug, og naar det half forfulede Korn var tørret i Ovnen, kom det til Mølle, ej for at males til Mel, thi det var umuligt, men kun for at grøves til Grød for Brød. Følgen heraf var en Hungersnød, som hartad ganske ødelagde Landet, thi de rige forarmedes, og de fattige omkom, som det plejer at gaa, at hvem der ikke kan klare med Penge, maa bøde med Kroppen. | Citat |
|       | |       |

 Uårene vedblev, og til sidst sagdes det, at ikke engang kong Oluf selv havde julemad at byde sine frænder. 
| Citat | Herren opfyldte òg Kongens Begæring og gav ham en pludselig Udgang af Verden. | Citat |
|       |                                                                               |       |

Oluf døde den 18. august 1095, og det siges, at han "nedlagde sin værdighed". Meningen hermed er dunkel. Nogle har hævdet, at vi her har et eksempel på et "kongeoffer", og den formodning styrkes delvis af nogle kryptiske bemærkninger hos Saxo. Han skriver:
| Citat                    | … Samtidig afslørede han hvor stor en kærlighed til undersåtterne hans hjerte bar på, da han bad om at få lov at bøde med sit eget liv for deres ondskab så den trussel der gjaldt alle, kun ramte ham selv. Han ofrede virkelig sit eget liv for sine landsmænds skyld – så en from mand var han, det kan ingen tage fra ham… | Citat |
| Oversat af Peter Zeeberg | |       |

Stedet for hans begravelse er ikke kendt, selvom nogle mener, han blev begravet tæt ved det nuværende Bjerringbro i Midtjylland.
I 2015 blev det foreslået, at Oluf muligvis døde af Brugadas syndrom.